# Federazione Austriaca Scherma
La Federazione Austriaca Scherma (in tedesco, Österreichischer Fechtverband - ÖFV) è la federazione nazionale di scherma dell'Austria. Il suo presidente è Markus Mareich (since 2008). La sede della federazione è a Vienna.
Ci sono tre vicepresidenti.
È stata fondata nel 1920. La federazione austriaca organizza un Campionato austriaco di scherma.

## Presidenti
- 1945–1946: Friedrich Golling
- 1947–1949: Franz Chrudimak
- 1949–1952: Karl Hanisch
- 1952–1971: Hermann Resch
- 1971–1987: Peter Ulrich-Pur
- 1987–1989: Peter Berger
- 1989–1994: Rainer Mauritz
- 1994–2000: Klaus Vorreither
- 2000–2002: Roland Kayser
- 2002–2008: Josef Poscharnig
- depuis 2008: Markus Mareich

## Organizzazione
- Presidente: Markus Mareich
- Vicepresidente:
- Vicepresidente:
- Vicepresidente: